# Cataratas de Yellala
Las cataratas de Yellala, también rápidos de Yelala o caídas de Yelala (también grafiado como Ielala) son una serie de cascadas y rápidos localizados en el curso bajo del río Congo, justo aguas arriba de la ciudad de Matadi, en la República Democrática del Congo. 
Las caídas son las más bajas de una larga serie de rápidos que hacen que el río no sea navegable, lo que obligó a los exploradores coloniales a viajar a pie hasta la Stanley Pool, 350 km aguas arriba. El Congo es el tercer río más grande del mundo por volumen de agua descargada, y el más profundo del mundo. La sección del río que termina con las cataratas de Yellala cuenta con más de 300 especies de peces, muchos de ellos no encontrados en ninguna otra parte.

## Localización
La región drenada por el río Congo cubre una octava parte de África, incluyendo tanto selva tropical como sabana, gran parte de ella en una enorme cuenca poco profunda. El actual sistema de ríos parece datar de hace unos cinco millones de años, no mucho tiempo en una escala de tiempo geológico. En ese momento el margen continental del Atlántico se levantó y formó una barrera entre la cuenca y el mar. Se formó un gran lago antes de que el río Congo lograse romper esa barrera, corriendo a través de un canal estrecho y rocoso de unos 350 km de largo desde Kinshasa a Matadi. El río es navegable tanto por encima como por debajo de ese tramo, llamado Congo inferior.
La parte superior del Bajo Congo comienza con las empinadas cataratas Livingstone justo por debajo de Kinshasa y se prolonga durante 133 km a través de una serie de rápidos más pequeños. La parte central de alrededor de 129 km es navegable, a veces casi como un lago y, a veces en zonas estrechas y con una profundidad de hasta 200 m. La parte inferior de unos 88 km es la más empinada, con enormes rápidos en las cataratas de Inga y otra vez en las cataratas de Yellala, después de lo cual el río es navegable hasta el océano. Unos 35 000 m³/s de agua fluyen de media por las cataratas.

## Primer descubrimiento europeo

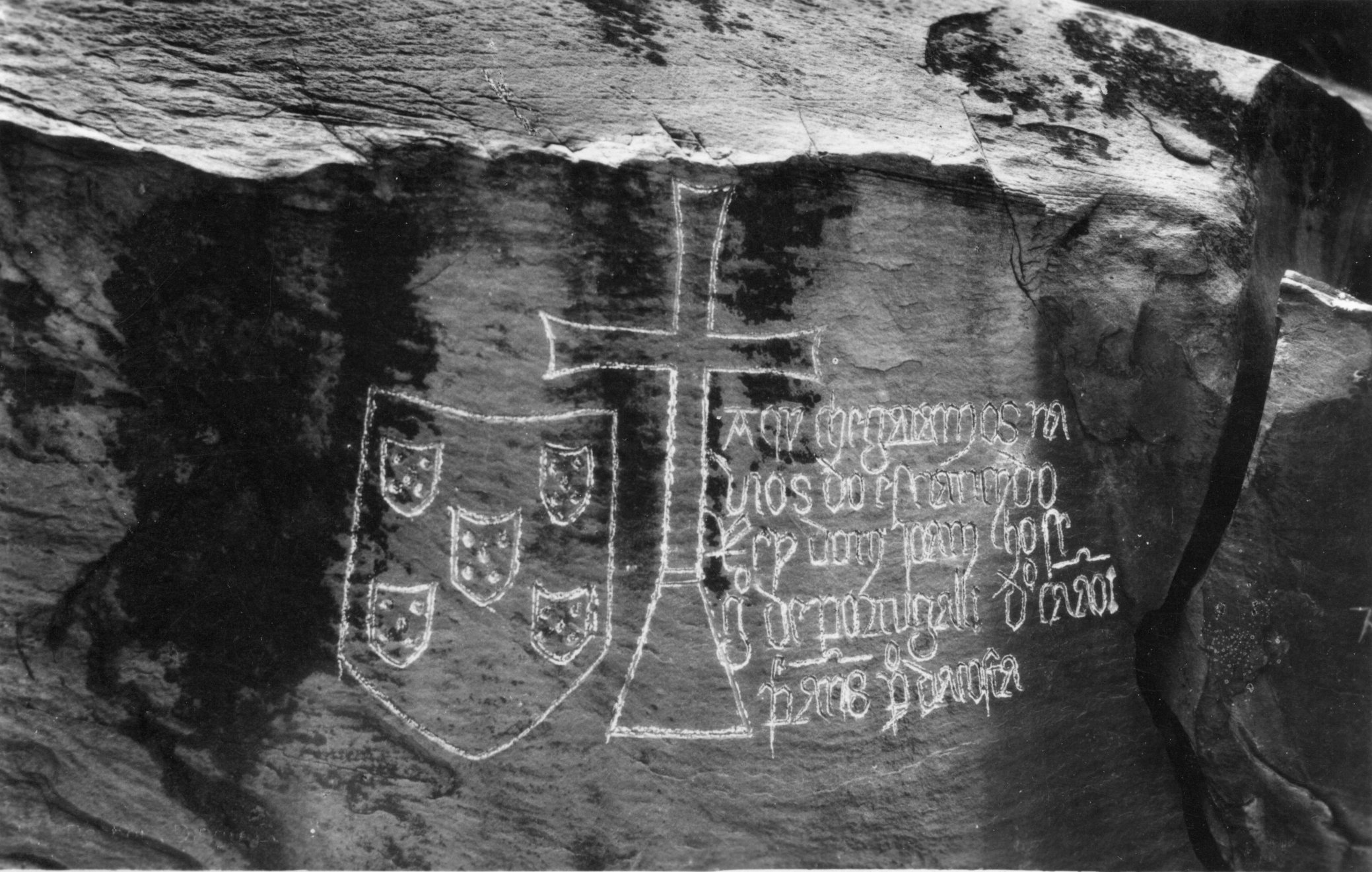
La Piedra de Yellala, con una inscripción de 1485 de Diogo Cão.

Las cataratas de Yellala fueron ya alcanzadas por los europeos en 1485, cuando el navegante y explorador portugués Diogo Cão tomó un grupo llegando hasta las cataratas antes de que se vieran obligados a dar marcha atrás por la enfermedad, probablemente malaria. En ese lugar estableció un padrão, un marcador en forma de cruz de una gran piedra, habitual durante la Edad de los Descubrimientos portugueses. La piedra, que no fue redescubierta hasta 1911, lleva la siguiente inscripción:

«Aqui chegaram os navios do esclarecido rei D.João II de Portugal - Diogo Cão, Pero Anes, Pero da Costa.
Aquí llegaron los navíos del esclarecido rey João II de Portugal - Diogo Cão, Pero Anes, Pero da Costa.

## Visitantes europeos posteriores y descripciones
El capitán James Hingston Tuckey visitó las cataratas en 1816. Dijo que la gente del lugar pensaba que las caídas eran la residencia de un espíritu maligno, y que cualquiera que las viera nunca las vería otra vez. Visitándolas en la estación seca, quedó decepcionado por las cataratas. Describió el lugar que comprenden como un gran cerro de sienita, un curso granuloso de roca ígnea, en el lado sur. El lado norte, hecho del mismo material, no es tan alto, pero sí más pronunciado que el sur. Describió que el río había forzado su curso y que en el medio del río, una isla de pizarra «todavía desafía su poder, y rompe la corriente en dos canales estrechos; que cerca del lado sur dan rienda suelta a una gran masa de agua, sobre la que el torrente se precipita con gran furia y ruido, que puedan ser fácilmente concebidos».
Tuckey, que estaba patrocinado por la Royal Geographical Society de Londres para obtener información sobre la trata de esclavos, tomó nota de la brutalidad de la trata de esclavos portugueses y recopiló valiosa información acerca de la geografía, animales, plantas, minerales y pueblos de la región. Hablando de las personas que vivían por encima de las cataratas, Tuckey dijo que aves, huevos, yuca y frutas eran propiedad de las mujeres. Los artículos nunca fueron tratados por los hombres sin una discusión con sus esposas. Las perlas se daban como regalos a los hombres.
En 1848 el húngaro Lazzlo Magyar ascendió el Congo hasta las cataratas de Yellala, antes de pasar cinco años explorando la región al sur. Debido a su falta de contacto con el mundo exterior, la valiosa información que reunió fue poco conocida.

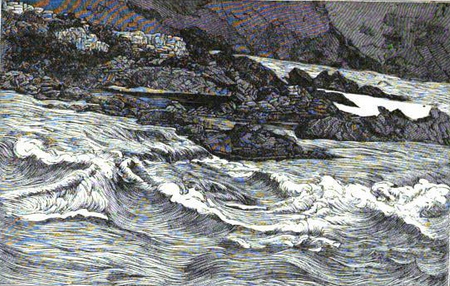
Las cataratas de Yellala del relato de Sir Harry Johnston de 1884

Sir Richard Francis Burton, que vio por primera vez las cataratas en 1863, dejó escrita una descripción de la gran Yellala. Se desarrollaban olas en el curso del río «una milla y media por encima». Posteriormente, el agua cae por una pendiente unos treinta pies «en 300 yardas, espumeando, chocando y vomitando espuma, que parece blanca sucia contra el opaco color pardoamarillenta del canal menos perturbado - el movimiento es el de las olas gallardas sobre un muelle». Continuó: «El viejo valle fluvial, mostrado por la escarpa de las rocas, debe haber presentado características gigantescas, y la altura de las paredes de la cubeta, de por lo menos mil pies, dan a Yellala una cierta belleza y grandeza. El sitio es aparentemente el eje más alto de la cordillera que separa las tierras bajas marítimas de la meseta interior».
El explorador Henry Morton Stanley, quien visitó las cataratas el 6 de abril de 1880, escribió que en un tramo de cinco o seis millas la inclinación era de sólo 45 m, pero que la «furia general del agua es causada por las obstrucciones que el gigantesco volumen encuentra en el lecho del estrecho desfiladero». Sir Harry Johnston, quien visitó las cataratas en 1883, llamó al río «la última gran caída de Yellala» y detalló las vistas y los sonidos de su impresión de las cataratas.

## Importancia ecológica

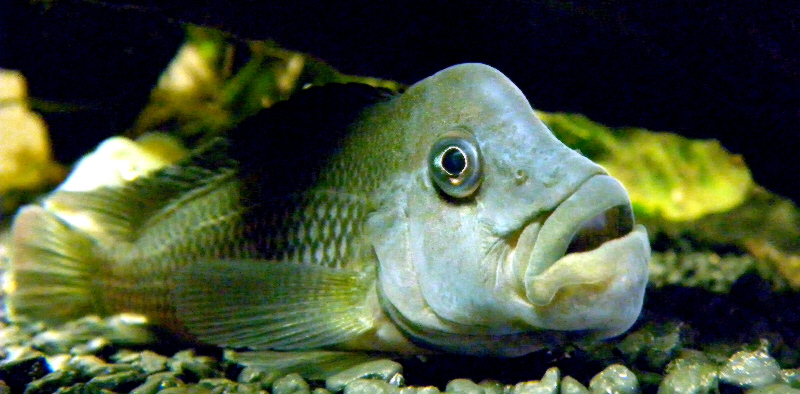
Steatocranus gibbiceps, una especie de cíclido encontrado en el Congo inferior

Las cataratas de Yellala y las otras caídas y rápidos aguas arriba han aislado en gran medida la fauna acuática de la Cuenca del Congo durante unos cinco millones de años, un período significativo en una escala de tiempo evolutivo. Los géneros de cíclidos Steatocranus, Nanochromis, Lamprologus y Teleogramma se encuentran sólo en la cuenca del Congo y varias docenas de especies en estos géneros se encuentran sólo en el Congo Bajo. Steatocranus son peces reofílicos, lo que significa que se han adaptado a vivir en aguas rápidas. Las cuatro especies de Teleogramma se encuentran sólo en los rápidos del Congo bajo y se han encontrado poblaciones genéticamente distintas en los lados opuestos del río. Aunque separadas solo por 1,6 km, las poderosas corrientes que pueden exceder los 48 km/h han impedido el mestizaje.